# Monilechinus
Monilechinus is een geslacht van uitgestorven zee-egels uit de familie Trigonocidaridae.

## Soort
- Monilechinus portucalensis Pereira, 2010 † Midden-Mioceen van Portugal.